# ライブトライブ
ライブトライブ （らいぶとらいぶ）は、2008年4月4日よりHFMにて放送されているラジオ番組。広島で行われるライブのチケット先行電話予約とゲストへのインタビューを中心とした番組構成となっている。
ゲストへのインタビューは、HFMのスタジオ出演や電話出演のほかに、ライブハウスの楽屋へDJが赴いて行うことも多い。コロナ禍になってからは、リモート出演によるインタビューも少なからず行っている。
2021年4月に番組がリニューアルし、キムラミチタに代わって安広修平がメインDJを担当するようになった。ただし、キムラミチタは顧問DJとして毎月最終週を中心に番組へ引き続き出演している。
2023年3月24日に放送された番組の最後で、同年4月7日から放送時間が1時間拡大されることが発表された。

## 放送時間
金曜 20:00〜20:30（2008年4月〜2010年3月）
金曜 20:00〜20:55（2010年4月〜2010年9月、2011年1月〜2011年9月、2012年1月〜2012年9月、2013年1月〜2023年3月）
金曜 20:00〜20:45（2010年10月〜2010年12月、2011年10月〜2011年12月、2012年10月〜2012年12月）
※キムラミチタと広島工業大学専門学校の学生が出演する番組『RADIO JACK』が放送されていたため、この期間に限って通常の放送時間より10分短縮されていた。
金曜 20:00〜21:55（2023年4月〜）
- 2013年12月27日は特別番組の放送に伴い、21:00〜21:55に繰り下げとなった。そのため、その時間に放送されているアーティスト・プロデュース・スーパー・エディションは31日の21:00〜21:55に放送された。

## DJ
安広修平、キムラミチタ

## 備考
- ラジオCMでは、放送時間が金曜午後8時放送のため『金曜夜8時“金八オンエアー”（“金八です”）』と言っている。
- 番組スタートから2022年9月までは、当番組の直前まで生放送による自社制作の音楽ワイド番組（庄司悟のリクエスト魂（第1期）→庄司悟のカウントダウン魂→庄司悟のリクエスト魂（第2期）→しほティファイ）が放送されていたことから、オープニングトークでは『8時になりました。「○○（例：庄司悟のリクエスト魂）」の後はライブトライブ!』の常套句で始まることが多かった。